# Sarax timorensis
Sarax timorensis es una especie de arácnido amblipígido de la familia Charinidae oriunda de Timor Oriental. Se diferencia de sus congéneres por la presencia de dos únicos pares de ojos, carácter solo conocido en especies fósiles, de las cuales se diferencia por un mayor tamaño y por el número de espinas en el pedipalpo.